# God's Outlaw
God's Outlaw è un film del 1986 del regista Tony Tew.

## Trama
Pellicola di stampo storico su William Tyndale, ecclesiastico inglese che volle tradurre la Bibbia in inglese e che si attirò le ire del cardinale Thomas Wolsey questo gli mise contro anche re Enrico VIII d'Inghilterra che ne ordinò l'esecuzione.